# Rajkot (stad)
Rajkot is een stad in de Indiase deelstaat Gujarat. De stad is gelegen in het gelijknamige district Rajkot, op het schiereiland Kathiawar, en heeft 966.642 inwoners (2001).
De stad is een centrum van de textielindustrie en er bevindt zich een universiteit.